# MW-08
MW-08 — трёхкоординатный корабельный радар обзора, целеуказания и сопровождения целей производства голландской компании Thales Nederland BV. Принадлежит к семейству трёхкоординатных многолучевых радаров «SMART» (англ. Signal Multibeam Acquisition Radar for Tracking).
Радар излучает одновременно 6 лучей шириной 2×12°, покрывающие диапазон 0…70° по углу места. Рассчитан на полностью автоматическое обнаружение и сопровождение целей. 
Способен управлять артиллерийским огнём с коррекцией наводки по всплескам.

## Установлен на кораблях
- Эскадренные миноносцы типа «Квангэтхо Тэван» (KDX-I)
- Эскадренные миноносцы типа «Чхунмугон Ли Сунсин» (KDX-II)
- Универсальные десантные корабли типа «Токто»
- Фрегаты типа «Гидра»
- Ракетные катера типа «Руссен»
- Фрегаты типа «Васко да Гама»
- Ракетные катера типа «Килик»
- Корветы типа «Кахир»
- Корветы типа «Сигма»